# 口吉川町大島
口吉川町大島（くちよかわちょうおおしま）は、兵庫県三木市の大字。旧・美嚢郡口吉川村大字大島。郵便番号は673-0755。

## 地理
口吉川地区東側に位置している。東側は口吉川町槇、口吉川町善祥寺・西側は口吉川町笹原、口吉川町南畑・南側は細川町中里、細川町瑞穂・北側は口吉川町久次と接する。

### 湖沼
- 長池

## 歴史

### 地名の由来
中島村・大殿林村からそれぞれ一字ずつ採って名付けられた。

### 沿革
- 1889年 - 町村制施行の際、中島村・大殿林村を併せ、口吉川村大字大島が設置される。
- 1954年6月1日 - 三木市を新設し、三木市口吉川町大島になる。

### 字域の変遷
| 実施前                 | 実施年       | 実施後             |
| ---------------------- | ------------ | ------------------ |
| 美嚢郡口吉川村大字大島 | 1954年6月1日 | 三木市口吉川町大島 |

## 世帯数と人口
2022年（令和4年）2月28日現在の世帯数と人口は以下の通りである。
| 町丁         | 世帯数  | 人口  |
| ------------ | ------- | ----- |
| 口吉川町大島 | 139世帯 | 276人 |

## 小・中学校の学区
市立小・中学校に通う場合、学区は以下の通りとなる。
| 番地 | 小学校               | 中学校             |
| ---- | -------------------- | ------------------ |
| 全域 | 三木市立口吉川小学校 | 三木市立星陽中学校 |

## 交通

### 鉄道
地内には鉄道は通っていない。

### バス
- 神姫バス
- みっきぃバス

### 道路
- 兵庫県道20号加古川三田線

## 施設
- 大島公民館
- いずみ認定こども園
- 美奈木ゴルフクラブ - 南側の一部が地内にあたる。
- オリムピックゴルフクラブ - 北半が地内に当たる。
- 幸田神社